# Kiawentiio
Kiawentiio Tarbell (* 28. April 2006 als Kiawenti:io Tarbell) ist eine kanadische Schauspielerin und Sängerin, die als Kiawentiio in Erscheinung tritt.

## Leben
Kiawentiio Tarbell stammt aus einer Mohawk-Familie aus Akwesasne in Kanada.
Ihr Fernsehdebüt gab sie 2019 in der CBC/Netflix-Serie Anne with an E, in der sie in der dritten Staffel die Rolle der Ka’kwet verkörperte. Im Spielfilm Beans (2020) von Tracey Deer, die auch als Koproduzentin von Anne with an E fungierte, und der auf den Ereignissen während der Oka-Krise basiert, übernahm sie die Titelrolle. Im Rahmen der Vancouver Film Critics Circle Awards wurde sie dafür in der Kategorie One to Watch ausgezeichnet und 2022 für den Chlotrudis Award in der Kategorie Chlotrudis Awards/Beste Hauptdarstellerin nominiert.
2021 war sie in zwei Folgen der Serie Rutherford Falls des Streaminganbieters Peacock als Maya Thomas zu sehen. In der im Februar 2024 auf Netflix veröffentlichten Abenteuer-Fantasy-Fernsehserie Avatar – Der Herr der Elemente basierend auf der gleichnamigen Zeichentrickserie übernahm sie als Katara eine Hauptrolle.
In den deutschsprachigen Fassungen wurde sie unter anderem von Julia Kaufmann in Avatar – Der Herr der Elemente sowie von Clara Drews in Anne with an E synchronisiert.
Neben ihrer Tätigkeit als Schauspielerin trat sie als Sängerin in Erscheinung. 2020 sang sie den Song Light at the End für den Film Beans ein, 2021 veröffentlichte sie das Lied In My Head.

## Filmografie (Auswahl)
- 2019: Anne with an E (Fernsehserie)
- 2020: Beans
- 2021: Rutherford Falls (Fernsehserie, zwei Episoden)
- 2022: N’xaxaitkw (Kurzfilm)
- 2023: What If…? (Fernsehserie, Folge 2x06  Was wäre, wenn Kahhori die Welt umformen würde?, Stimme)
- 2024: Avatar – Der Herr der Elemente (Avatar: The Last Airbender, Fernsehserie)

## Auszeichnungen und Nominierungen
Vancouver Film Critics Circle Awards
- 2020: Auszeichnung in der Kategorie One to Watch für Beans[6]

Chlotrudis Awards
- 2022: Nominierung in der Kategorie Beste Hauptdarstellerin für Beans[7]